# Список договоров Конфедеративных Штатов Америки

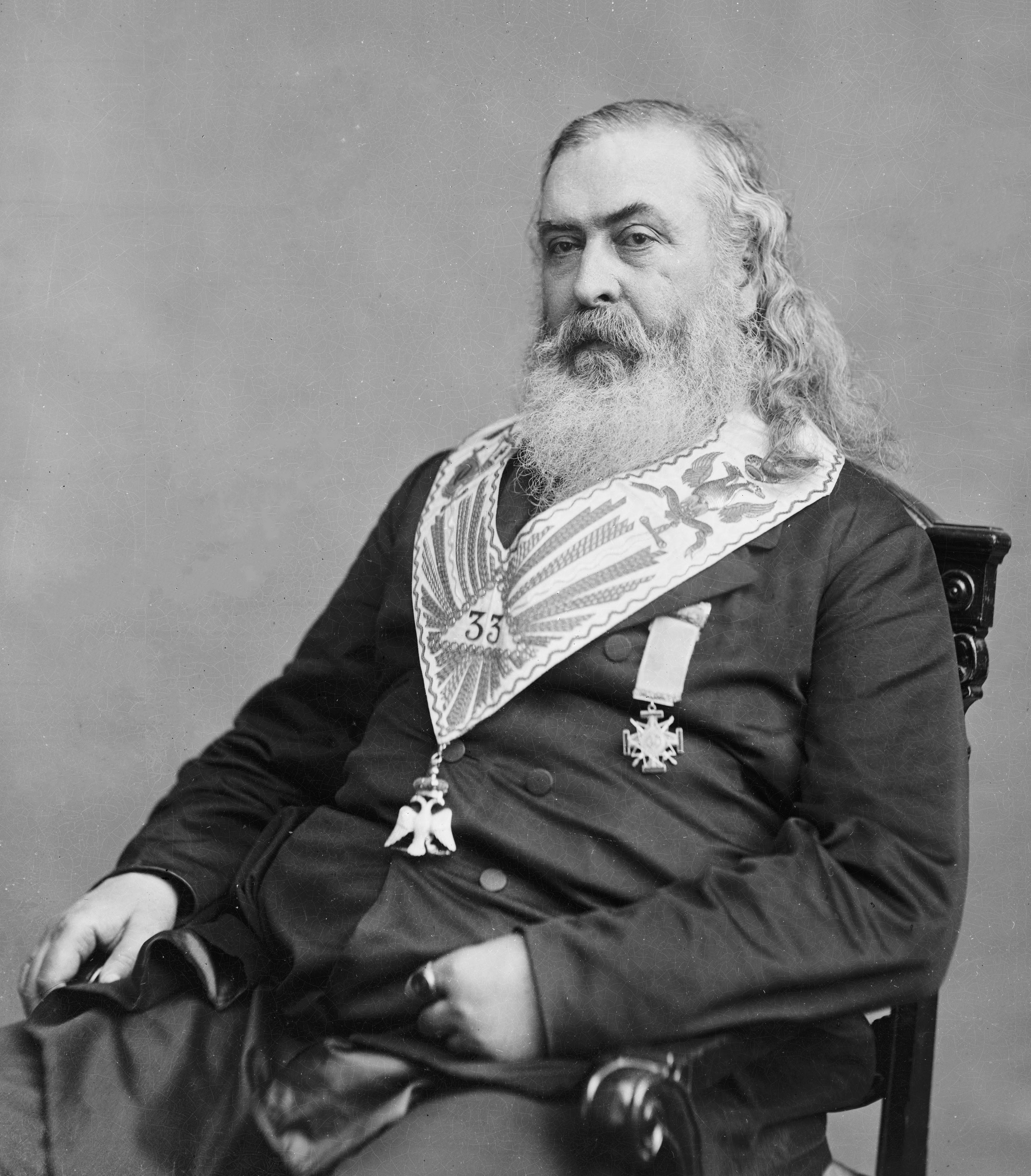
Портрет Альберта Пайка

Конфедеративные Штаты Америки, образовавшиеся в преддверии Гражданской войны, не были официально признаны в качестве суверенного государства другими странами. Таким образом, Конфедерация не вступала и не могла вступить ни в какие двусторонние или многосторонние договоры с другими государствами.

## Установление отношений
Предпринимались попытки установления отношений с Великобританией и Францией, но по результатам сражения при Энтитеме и из экономических соображений лорд Палмерстон и лорд Рассел решили притормозить уже нарождающееся решение о признании Конфедерации, а после получения известия о эмансипации чернокожих рабов правительства европейских стран окончательно приняли решение остаться на стороне северян, по крайней мере официально. Лишь папа Римский Пий IX в своём письме к Джефферсону Дэвису назвал того «президентом». Этот факт был использован конфедератами как фактическое признание их независимости, хотя Ватикан впоследствии опроверг подобное заявление.
Однако в 1861 году Конфедерация дала право Альберту Пайку — комиссару по всем индейским племенам к западу от Арканзаса и к югу от Канзаса — вести переговоры и заключать договоры с коренными индейскими племенами, проживающими на данной территории. Пайк последовательно заключил девять договоров с индейскими племенами, начиная с племени Крик, в период с июля по октябрь 1861 года.
Каждый договор устанавливал мир между индейцами и южанами. С некоторыми племенами были заключены также наступательные и оборонительные союзы, часть племён официально лишались своего суверенитета и переселялись в резервации. Семинолам были сохранены их прежние границы, чокто — обязаны торговать только с Конфедерацией, а чероки — гарантировано сохранение установленных Конгрессом Соединённых Штатов Америки пошлин на торговлю. Большая часть племён была обязана жить друг с другом мирно, а споры улаживать через судебную систему Конфедерации.
Все договоры были ратифицированы Конгрессом Конфедерации до конца того же года. К большинству договоров Конгресс в одностороннем порядке добавлял изменения, связанные с ужесточением дипломатических сношений с индейцами, за исключением договоров с народами пяти цивилизованных племён. Тем не менее, в итоге чокто и чикасо сражались преимущественно на стороне конфедератов, крики и семинолы — с Союзом, а у чероки разгорелась гражданская война между сторонниками Конфедерации, которых было большинство, и про-союзно настроенным меньшинством.
После завершения Гражданской войны были заключены новые договоры, на этот раз с США. Большая часть положений сохранена, за исключением добавления требований об отмене рабства, передачи территорий и хозяйства в ведение правительства соответствующего штата, переселения индейцев в определённые резервации.

## Список
Договоры распределены по дате заключения.
| Дата заключения | Название договора | Сторона                                                       | Дата ратификации Конгрессом | Оригинальное название | Основные положения | Источник |
| --------------- | --- | ------------------------------------------------------------- | --------------------------- | --- | --- | -------- |
| 10 июля 1861    | Договор о дружбе и союзе с нацией индейцев | Мускоджи (Крик)                                               | 21 декабря 1861             | Treaty of Friendship and Alliance with the Creek Nation of Indians | Заключён наступательный и оборонительный союз, Крик лишаются своего суверенитета и переходят под покровительство Конфедерации, границы установлены по реке Арканзас.      | [ 10 ]   |
| 12 июля 1861    | Договор о дружбе и альянсе с чокто и чикасонами | Чокто; Население чикасо                                       | 20 декабря 1861             | Treaty of Friendship and Alliance with Chocktaw and Chickasaw Nations of Indians | Заключён наступательный и оборонительный союз, племена лишаются своего суверенитета и переходят под покровительство Конфедерации, запрещена торговля кроме как с южанами. | [ 11 ]   |
| 1 августа 1861  | Договор о дружбе и союзе с нацией красных мужчин | Семинолы                                                      | 20 декабря 1861             | Treaty of Friendship and Alliance with the Seminole Nation of Red Men | Установлен мир, семинолы переходят под покровительство Конфедерации, прежние границы проживания племени не изменены.                                                      | [ 12 ]   |
| 12 августа 1861 | Договор с полосой Пен-э-тег-са из Не-ум и племенами из полосами Вич-и-таса, Кадо-Ха-да-чо, Уэкосом, Та-хуа-ка-ро, А-на-даг-кос, Тон-ка-ва, Ай-о-наэс, Ки-чейс, Шони и Делавэр                            | Команчи; уичита; кэддо; вако; тонкава; кичай; шауни; делавары | 21 декабря 1861             | Treaty with the Pen-e-tegh-ca band of the Ne-um or Comanches, and the tribes and bands of Wich-i-tas, Cado-Ha-da-chos, Huecos, Ta-hua-ca-ros, A-na-dagh-cos, Ton-ca-wes, Ai-o-nais, Ki-chais, Shawnees and Delawares                                                                | Племена переходят под полный контроль Конфедерации, учреждены резерваты.                                                                                                  | [ 13 ]   |
| 12 августа 1861 | Договор с группами Не-Ко-Ни, Та-Ней-Ве, Ко-Чо-Тих-Ка и Я-Па-Ри-Ка или команчами прерий и застойной равнины                                                                                               | Команчи                                                       | 21 декабря 1861             | Treaty with the Ne-co-ni, Ta-ne-i we, Co-cho-tin-ca and Ya-pa-rih-ca bands of the Ne-um or Comanches of the Prairies and Staked Plain | Заключён мир между племенами Не-Ко-Ни, Та-Ней-Ве, Ко-Чо-Тих-Ка и Я-Па-Ри-Ка, а также союз всех групп с Конфедерацией; управление переходит правительству Техаса.          | [ 14 ]   |
| 2 октября 1861  | Договор с племенем индейцев Великого Осейджа | Осейджи                                                       | 20 декабря 1861             | Treaty with the Great Osage Tribe of Indians | Осейджи подчиняются Конфедерации; гарантируется, что территория племён не будет включена ни в какой штат.                                                                 | [ 15 ]   |
| 4 октября 1861  | Договор с племенем сенеки, ранее известный как сенеки сандаски, и шауни из племени или Конфедерации сенека и шауни, ранее известные как сенеки и шони из Льюистауна, или Смешанные группы сенека и шауни | Сенека; шауни                                                 | 21 декабря 1861             | Treaty with the Seneca tribe of Indians, formerly known as the Senecas of Sandusky, and the Shawnees of the Tribe or Confederacy of Senecas and Shawnees formerly known as the Senecas and Shawnees of Lewistown, or the Mixed Bands of Senecas and Shawnees, each Tribe for itself | Племена лишаются суверенитета, по договору обязаны жить в мире с иными племенами, подчинёнными или имеющим союз с южанами.                                                | [ 16 ]   |
| 4 октября 1861  | Договор с племенем индейцев куапо | Куапо                                                         | 21 декабря 1861             | Treaty with the Quapaw Tribe of Indians | Заключён мир, куапо переселены в резерваты | [ 17 ]   |
| 7 октября 1861  | Договор о дружбе и альянсе с нацией чероки | Чероки                                                        | 11 декабря 1861             | Treaty of Friendship and Alliance with the Cherokee Nation of Indians | Заключён наступательный и оборонительный союз, чероки лишены суверенитета, гарантируется сохранение пошлин на уровне, установленном США до их «распада».                  | [ 18 ]   |